# 朴海克
朴 海克（パク・ヘグク、朝鮮語: 박해극/朴海克、1882年（高宗19年）2月14日 - 1952年5月7日）は、日本統治時代の朝鮮および大韓民国の判事、弁護士、実業家、政治家。制憲韓国国会議員。

## 経歴
慶尚南道密陽または慶尚北道大邱出身。明治大学法学部卒。1915年より朝鮮総督府裁判所傘下釜山地方法院統営支庁書記課書記兼通訳生を経て、1918年11月に光州地方法院順天支庁判事となった。1921年10月、慶尚北道道弁護士として北京の国際弁護士会議に朝鮮人弁護士代表を務め、朝鮮弁護士協会創立総会議員を務めた。その後は大邱で活動し、大邱嶠南キリスト教青年会教育部夜学法律講習所講師、朝鮮民立大学期成会地方部大邱地域委員、大邱府水害問題市民大会委員を務めた。1924年以降は鎮海小作争議、栄州郡豊基小作組合地税不納事件、李鍾巌などによる義烈団事件（1926年）、密陽郡丹場面事務所襲撃事件、統営金淇正事件（1928年）、密陽少年同盟事件（1929年）、朝鮮日報大邱特派員張仁煥筆禍事件（1931年）、衡平社共産主義秘密結社事件（1936年）などの弁論を担当した。1932年9月の大邱労働会事件で労働会西部総務として検挙され、弾圧を受けた。1937年から1942年までは大邱鮮満産業株式会社の監事を務めた。光復後は韓国民主党慶尚北道党委員長、UN委員団歓迎会慶尚北道道代表、憲法および政府組織法起草委員、国会法制司法委員会幹事、反民族行為処罰法特別起草委員、民主国民党党員、憲法委員会予備委員を務めた。
1948年の初代総選挙では密陽郡乙選挙区から無所属で無投票当選した。1948年11月に国家保安法の制定を主張したが、1949年6月、国家保安法違反で検挙された議員3名（李文源、李鍾洙、崔泰奎）の弁論を担当した。また、李承晩政権が反民族行為特別調査委員会を廃止した時、金尚徳、金若水、申性模らと共に抗議し、原状回復と内閣総辞職を要求した。1950年6月、朝鮮戦争中に北朝鮮に拉致された。
その後、1952年5月7日に持病により死去したことが同月17日付の東亜日報に掲載されたが、それ以前に脱北したのか、何らかの手段で訃報が北側から伝えられたのか不詳。